# Heterischnus gallicator
Heterischnus gallicator är en stekelart som först beskrevs av Aubert 1960.  Heterischnus gallicator ingår i släktet Heterischnus och familjen brokparasitsteklar. Inga underarter finns listade i Catalogue of Life.